# 카를 성당

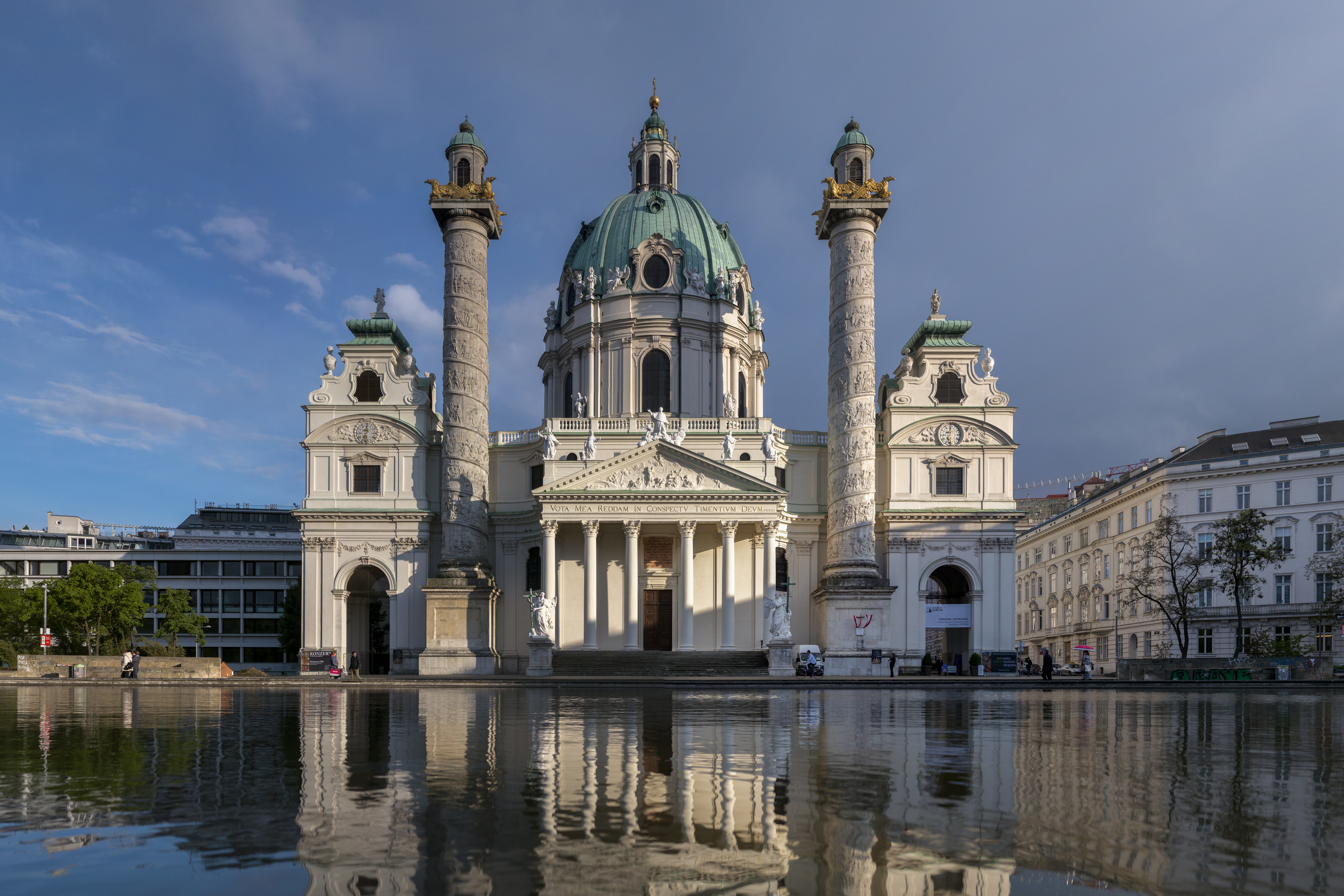
카를 성당

카를 성당(독일어: Karlskirche)은 오스트리아 빈 카를 광장 남쪽에 위치한 바로크 양식의 성당이다. 빈에서 가장 뛰어난 바로크 양식의 교회이자 가장 위대한 건물 중 하나로 널리 알려진 이 교회는 16세기의 위대한 반종교 개혁가 중 한 명인 가롤로 보로메오에게 헌정되었다.